# UFC on FOX
UFC on Fox: Velasquez vs. dos Santos  è stato un evento di arti marziali miste tenuto dalla Ultimate Fighting Championship ad Anaheim, California. L'evento è stato il quinto tenuto dall'UFC ad Anaheim ed conosciuto anche come UFC on Fox 1. Le stime iniziali parlavano di 4.640.000 spettatori per la trasmissione, invece il risultato finale è stato di 8,8 milioni di telespettatori con una media di 5,7 milioni per l'ora di durata del programma, risultando il nuovo record assoluto per un evento di arti marziali miste sulla televisione nordamericana.
La card segna il debutto dell'UFC sul network Fox in cui è stato trasmesso il main event, cioè l'incontro per la cintura dei pesi massimi tra l'imbattuto campione di origini messicane Cain Velasquez e lo sfidante brasiliano Junior dos Santos. La card preliminare è stata invece trasmessa in diretta su Facebook e sul sito FoxSports.com. Data la brevità dell'incontro principale Fox ha in seguito trasmesso in differita gli incontri Guida/Henderson e Poirer/Garza. Per il vincitore del match tra Guida e Henderson è prevista una title shot contro Frankie Edgar ad UFC 144 in Giappone.
In Italia l'incontro principale, l'incontro Guida/Henderson e Johnson/Harvison sono stati trasmessi in diretta gratuita su Sky Sport alle ore 3 italiane.

## Risultati

### Card preliminare
- Incontro categoria Pesi Mediomassimi:  Aaron Rosa contro  Matt Lucas

Rosa sconfigge Lucas per decisione (maggioranza) (28–28, 30–26, 30–26).
- Incontro categoria Pesi Welter:  Mike Pierce contro  Paul Bradley

Pierce sconfigge Bradley decisione (maggioranza) (29–28, 30–27, 28–29)
- Incontro categoria Pesi Gallo:  Alex Caceres contro  Cole Escovedo

Caceres sconfigge Escovedo per decisione unanime (30–27, 30–27, 30–27)
- Incontro categoria Pesi Piuma:  Mackens Semerzier contro  Robert Peralta

Peralta sconfigge Semerzier per TKO (pugni) al minuto 1.54 del round 3. Successivamente il risultato viene cambiato in un No Contest.
- Incontro categoria Pesi Gallo:  Norifumi Yamamoto contro  Darren Uyenoyama

Uyenoyama sconfigge Yamamoto per decisione unanime (30–27, 30–26, 30–27).
- Incontro categoria Pesi Welter:  DaMarques Johnson contro  Clay Harvison

Johnson sconfigge Harvison per TKO (pugni) al minuto 1.34 del round 1.
- Incontro categoria Pesi Piuma:  Cub Swanson contro  Ricardo Lamas

Lamas sconfigge Swanson per sottomissione (arm triangle choke) al minuto 2.16 del round 2.
- Incontro categoria Pesi Piuma:  Dustin Poirier contro  Pablo Garza

Poirier sconfigge Garza via per sottomissione (D'Arce choke) al minuto 1.32 del round 2.
- Incontro categoria Pesi Leggeri:  Benson Henderson contro  Clay Guida

Henderson sconfigge Guida per decisione unanime (29–28, 30–27, 30–27).

### Main event
- Incontro per il titolo dei Pesi Massimi:  Cain Velasquez (c) contro  Junior dos Santos

Dos Santos sconfigge Velasquez per TKO (pugni) al minuto 1.04 del round 1 diventando il nuovo campione dei pesi massimi.

### Premi
Ai vincitori sono stati assegnati 65.000$ per i seguenti premi:
- Fight of the Night:  Benson Henderson contro  Clay Guida
- Knockout of the Night:  Junior dos Santos
- Submission of the Night:  Ricardo Lamas

### Compensi dichiarati
La seguente è la lista dei compensi riportata dalla commissione atletica del Nevada. Essa non include i premi degli sponsor o i bonus dati in aggiunta dall'UFC.
- Junior dos Santos: 285.000$ (compresi 110.000$ bonus vittoria,65.000$ Knockout of the Night)
- Cain Velasquez: 100.000$
- Ben Henderson: 125.000$ (compresi 30.000$ vittoria, 65.000$ Fight of the Night)
- Clay Guida: 105.000$ (compresi 65.000 $ Fight of the Night)
- Dustin Poirier: 20.000$ (compresi 10.000$ vittoria)
- Pablo Garza: 8.000$
- Ricardo Lamas: 85.000$  (compresi 10.000$ vittoria, 65.000 $ Submission of the Night)
- Cub Swanson: 15.000$
- DaMarques Johnson: 28.000$ (compresi 14.000$ vittoria)
- Clay Harvison: 8.000$
- Darren Uyenoyama: 12.000$ (compresi 6.000$ vittoria)
- Norifumi “Kid” Yamamoto: 15.000$
- Robert Peralta: 16.000$ (compresi 8.000$ vittoria)
- Mackens Semerzier: 8.000$
- Alex Caceres: 16.000$ (compresi 8.000$ vittoria)
- Cole Escovedo: 6.000$
- Mike Pierce: 36.000$ (compresi 18.000$ vittoria)
- Paul Bradley: 18.000$
- Aaron Rosa: 12.000$ + (compresi 6.000$ vittoria)
- Matt Lucas: 6.000$